# فنجاني متموج
فنجاني متموج (الاسم العلمي: Peziza undulata) هو نوع من الفطريات يتبع جنس الفنجاني من فصيلة الفنجانية.